# Estádio del Bicentenario
Estádio del Bicentenario é um estádio de futebol localizado em San Juan, Argentina.
Construído pela província de San Juan, tem capacidade para 25.000 pessoas. Foi inaugurado em 16 de março de 2011 numa partida amistosa entre Argentina e Venezuela vencido por 4x1 pelos argentinos, cujo gol inaugural coube a Cristian Chávez.
O nome do estádio é em homenagem ao bicentenário da Revolução de Maio.  

## Copa América de 2011
Hospedará três partidas da Copa América de 2011:
| Data        | 1ª equipe | Placar | 2ª equipe | Fase    | Público |
| ----------- | --------- | ------ | --------- | ------- | ------- |
| 4 de julho  | Uruguai   | 1–1    | Peru      | Grupo C |         |
| 4 de julho  | Chile     | 2–1    | México    | Grupo C |         |
| 17 de julho | Chile     | 1–2    | Venezuela | Quartas |         |